# Shimen Shuiku (reservoar i Kina, Jilin)
Shimen Shuiku är en reservoar i Kina. Den ligger i provinsen Jilin, i den nordöstra delen av landet, omkring 65 kilometer sydost om provinshuvudstaden Changchun. Shimen Shuiku ligger 257 meter över havet. Arean är 3,2 kvadratkilometer. Omgivningarna runt Shimen Shuiku är en mosaik av jordbruksmark och naturlig växtlighet. Den sträcker sig 2,8 kilometer i nord-sydlig riktning, och 2,0 kilometer i öst-västlig riktning.
Genomsnittlig årsnederbörd är 1 063 millimeter. Den regnigaste månaden är juli, med i genomsnitt 250 mm nederbörd, och den torraste är januari, med 13 mm nederbörd.